# بنو مازن
بنو مازن قبيلة عربية قيسية مضرية عدنانية، وواحدهم (مَازِنِي) تنحدر من خصفة بن قيس عيلان. بلادهم بمنطقة الطائف وجبالها ومنهم العُتبيّون الذين سادوا بخراسان

## نسب بني مازن
- مازن بن منصور بن عكرمة بن خصفة بن قيس عيلان بن مضر بن نزار بن معد بن عدنان.[6]
- أمه سلمى بنت غني بن أعصر بن سعد بن قيس عيلان مضر بن نزار بن معد بن عدنان.

## تاريخ بني مازن
ديار بني مازن في الجاهلية في منطقة الطائف وجبالها، وتنقسم بنو مازن إلى: بنو الحارث بن مازن، بنو مالك بن مازن، بنو ثعلبة بن مازن، بنو أمرؤ القيس، بنو عوف بن مازن، بنو سهم بن مازن ومنهم ظالم بن جذيمة بن يربوع المازني.

## مشاهير بنو مازن
- الصحابي عتبة بن غزوان
- الصحابي عبد الله بن بسر المازني
- الصحابي بسر بن أبي بسر المازني[8]
- ظالم بن جذيمة بن يربوع المازني[7]